# Terremoto de Aysén de 1927
El terremoto de Aysén de 1927 fue un movimiento sísmico ocurrido a las 19:17 (hora local) del 21 de noviembre de 1927 y que afectó al territorio de Aysén, en la zona austral de Chile. El epicentro fue localizado cerca del canal Moraleda, tuvo una magnitud de 7,1 Mw y una intensidad de IX o X en la escala de Mercalli.
El terremoto generó varios desplazamientos de tierra, y un maremoto que arrasó con árboles, que luego se encontraron flotando en los canales.